# Betulodes euriceraea
Betulodes euriceraea är en fjärilsart som beskrevs av Frederick H. Rindge 1961. Betulodes euriceraea ingår i släktet Betulodes och familjen mätare. Inga underarter finns listade i Catalogue of Life.